# Copiapoa echinoides
Copiapoa echinoides (укр. коп'япоа ехіноїдес, коп'япоа їжакоподібна від лат. echinoides — їжакоподібний) — сукулентна рослина з роду коп'япоа родини кактусових. Культивується кактусистами як декоративна рослина.

## Опис
Рослини поодинокі або утворюють щільні скупчення. Коріння волокнисте. Стебло кулясте, з дещо сплюснутою і шерстистою верхівкою, тьмяно-зелене, завширшки до 15 см. Ареоли молоді — жовтуваті, старі — сірі. Ребер 10-17.
Радіальні колючки (6-10) прямі або трохи зігнуті, чорні. Центральні колючки чорні, прямі, кількістю 0-3, до 3 см завдовжки.
Квітки блідо-жовті, ніжні, до 4 см завдовжки, ароматні. Пиляки і приймочка маточки жовті.
Плоди округлі, червонувато-коричневі, з лусочками — 2,5 см завдовжки.
Насіння чорне.

### Copiapoa echinoides var. duraF. Ritter
Одиночна або кущиста рослина. Стебло кулясте, з щільним епідермісом, від темно-зеленого до фіолетово-коричневого кольору, до 18 см заввишки та 16 см в діаметрі. Апікальна зона опушена.
Ребер 11-17. Ареоли жовтуваті, з віком сіріють.
Радіальних колючок 5-10, до 2,5 см завдовжки, від червонуватих до чорних, прямих або злегка вигнутих. Центральних колючок — до 3 (можуть бути відсутніми), до 5 см завдовжки, від коричнюватих до чорних.
Квітки блідо-жовті, запашні, до 4 см завширшки.

## Поширення
Ареал виду розташований в Чилі (пустеля Атакама, плато Тотораль).

## Охоронні заходи
Copiapoa echinoides входить до Червоного Списку Міжнародного Союзу Охорони Природи видів, близьких до загрозливого стану (NT).

## Утримання
Потребують повного сонця, інакше рослини набувають видовженої форми, але повинні бути захищені від надмірного тепла і сонця влітку. Коріння потребує багато місця. Посудина має бути досить великою. Кактусна ґрунтова суміш з дуже хорошим дренажем. Пізньою весною і влітку помірний полив. Між поливами ґрунт має добре просохнути. Абсолютно сухе утримання взимку, щоб уникнути гниття (температура не нижче 10 °C).
Розмножується насінням, в культурі для пришвидшення росту використовують щеплення.